# En kärlekshistoria
En kärlekshistoria é um filme de drama sueco de 1970 dirigido e escrito por Roy Andersson. Foi selecionado como representante da Suécia à edição do Oscar 1971, organizada pela Academia de Artes e Ciências Cinematográficas.

## Elenco
- Ann-Sofie Kylin - Annika
- Rolf Sohlman - Pär
- Anita Lindblom - Eva
- Bertil Norström - John Hellberg
- Lennart Tellfelt - Lasse
- Margreth Weivers - Elsa
- Arne Andersson - Arne